# Libellule gracieuse
Libellula pulchella
Espèce
Synonymes
Libellula versicolor Fabricius, 1775 
 Libellula confusa Uhler, 1857 
 Aeshna multicolor Hagen, 1861
La libellule gracieuse (Libellula pulchella) est une espèce d'odonates anisoptères de la famille des Libellulidae. On la retrouve dans l'ensemble des 48 États de la zone continentale des États-Unis. Au Canada, elle est mentionnée dans toutes les provinces à l'exception de Terre-Neuve-et-Labrador.

## Description
L'adulte mesure entre 52 et 57 mm. Les ailes antérieures et postérieures possèdent une série de trois taches noires. Chez le mâle mature, deux taches blanches alternent avec les noires sur chaque aile. Son abdomen est coloré d'une pruine grise blanchâtre. La femelle mature et les immatures des deux sexes possèdent un abdomen brun avec deux lignes transversales jaunes.

## Habitat
Libellula pulchella se retrouve dans les étangs, mares, marais, lacs avec présence de végétation. Elle semble préférer les habitats aquatiques avec des substrats organiques.

## Galerie

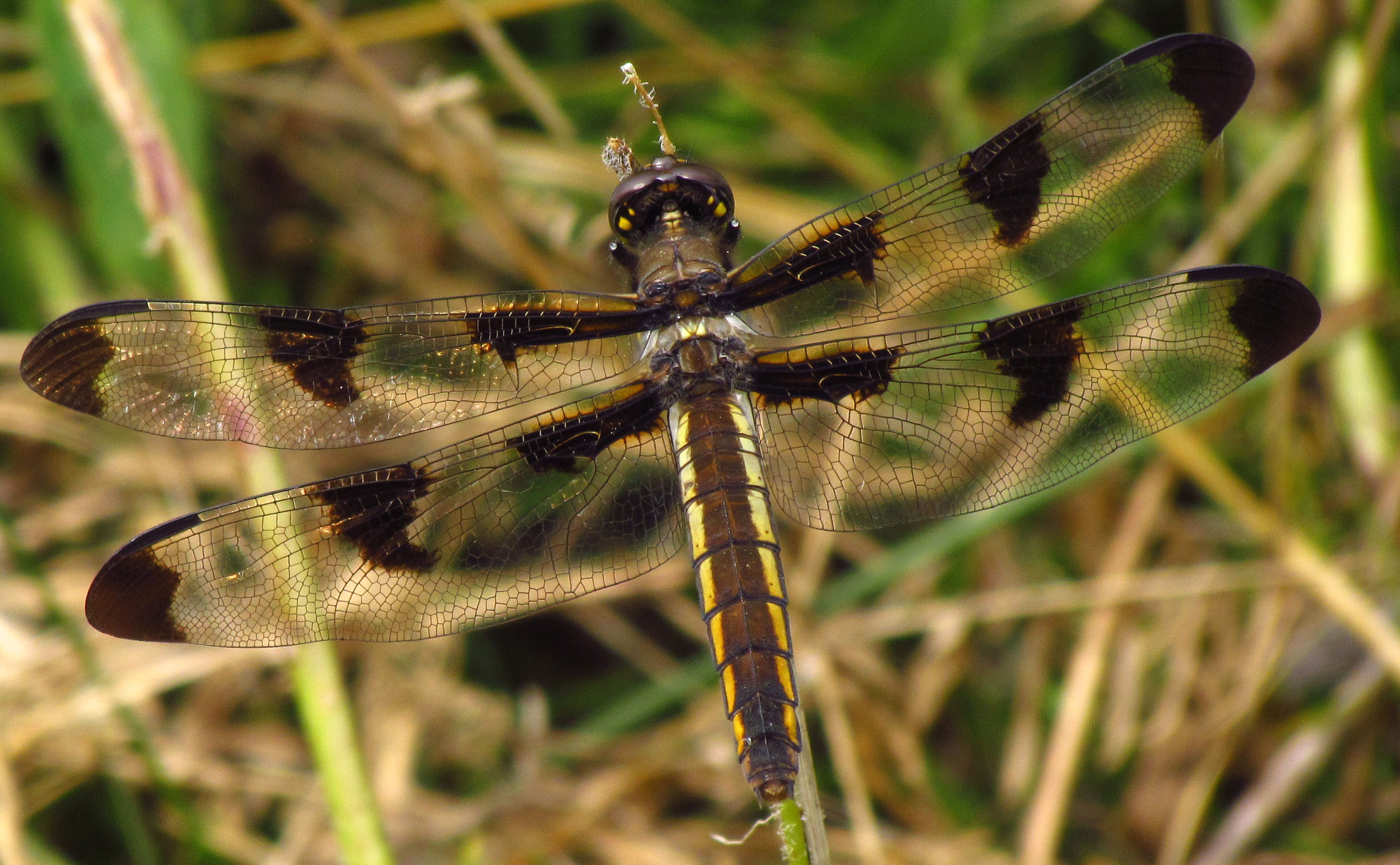
Femelle